# 보흐니아

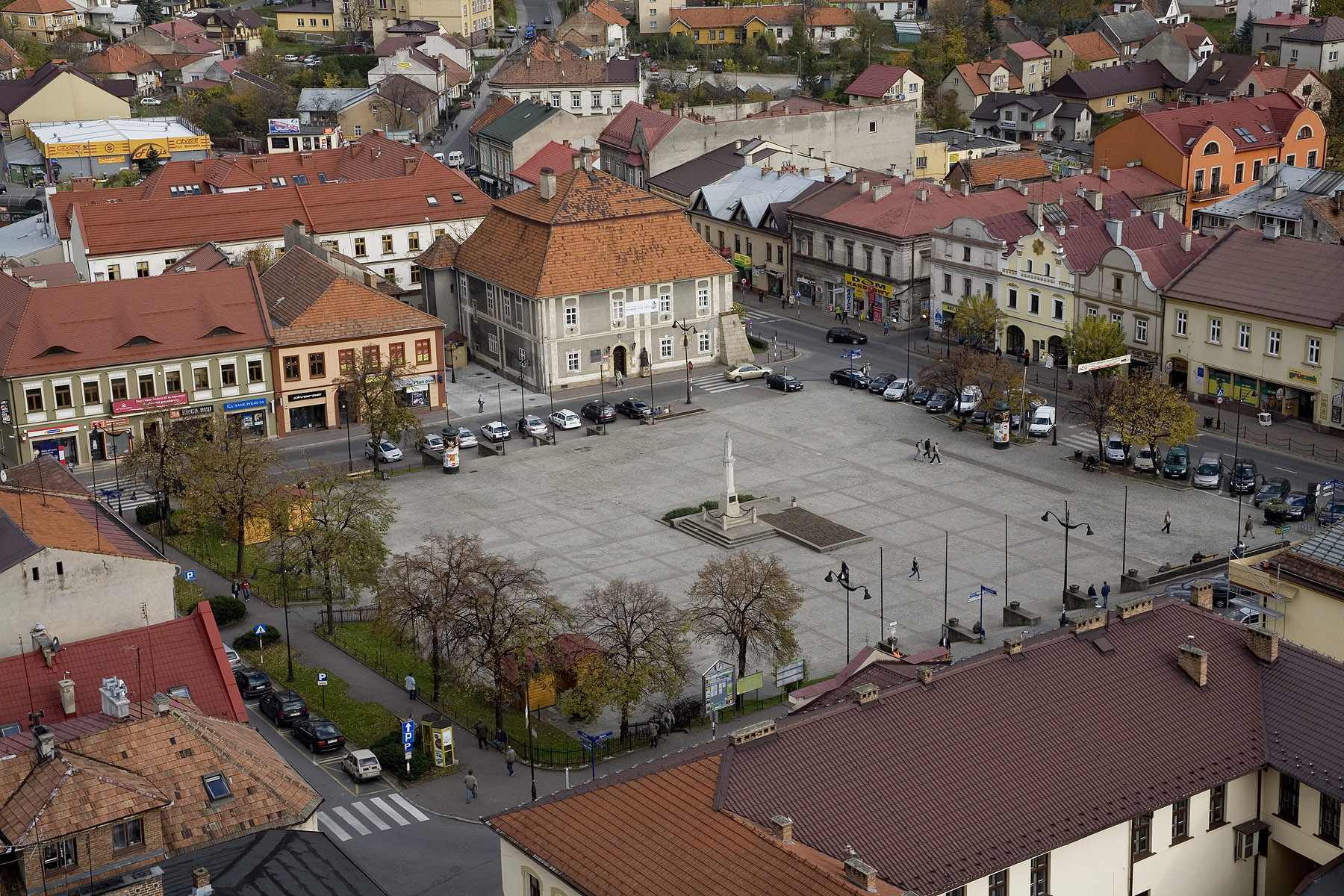
보흐니아

보흐니아(폴란드어: Bochnia)는 폴란드 남부 마워폴스카주에 위치한 도시로 면적은 29.9km2, 인구는 29,373명(2006년 기준), 인구 밀도는 980명/km2이다. 타르누프에서 동쪽으로 약 38km, 크라쿠프(마워폴스카 주의 주도)에서 서쪽으로 약 38km 정도 떨어진 곳에 위치한다.
1198년 문헌에 처음으로 등장했으며 1248년에는 암염 광산이 발견되었다. 1253년 2월 27일 마그데부르크법에 따라 도시 지위를 부여받았다.

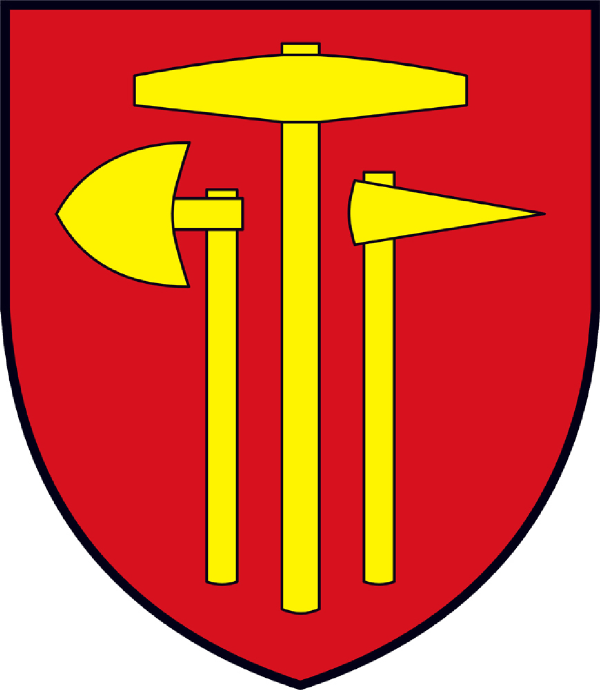
시 문장

## 같이 보기
- 비엘리치카 소금광산